# Abbé Chaperon
Pour les articles homonymes, voir Chaperon.

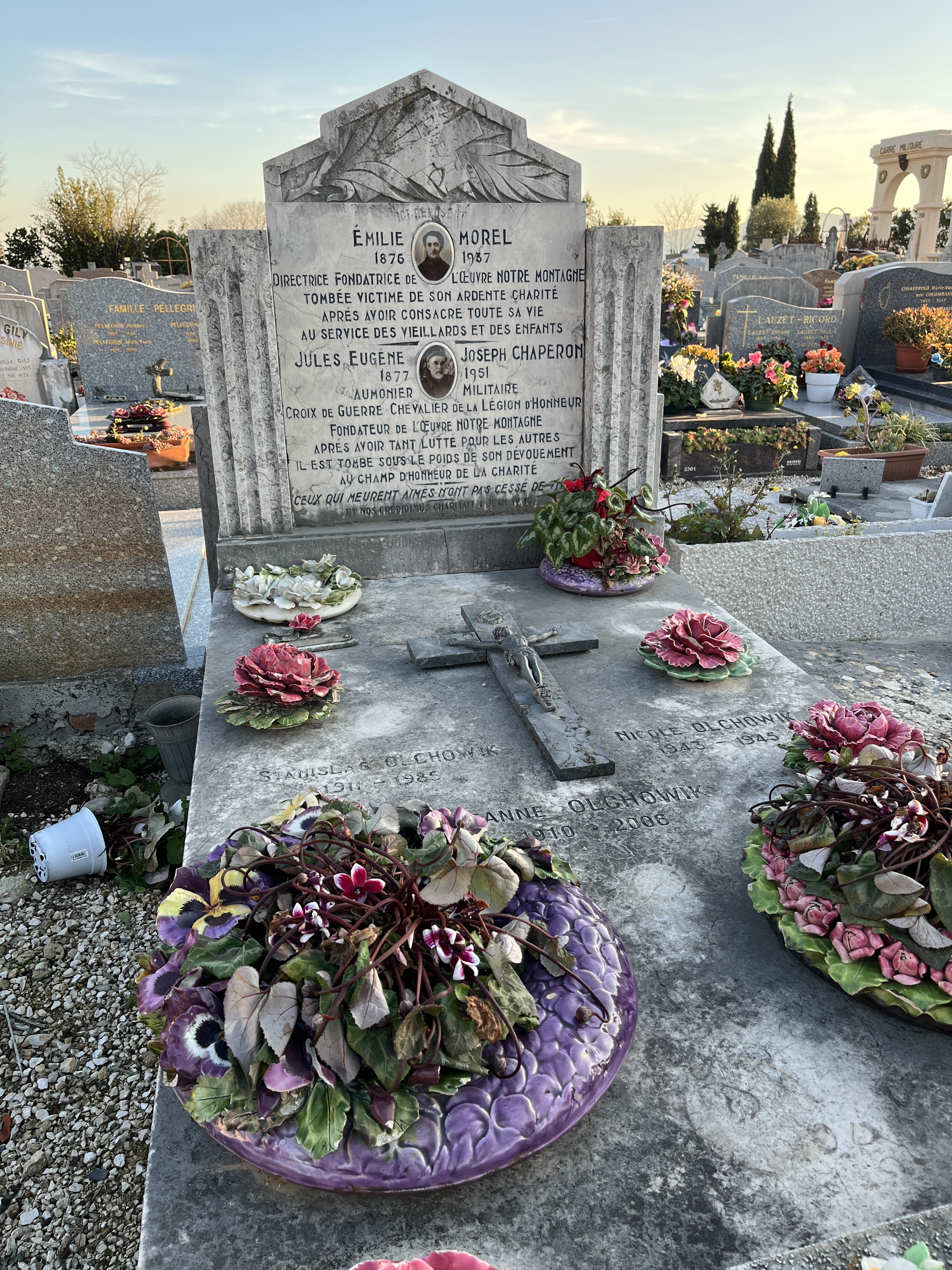
Sépulture de Jules Chaperon au cimetière Sainte-Brigitte à Grasse.

Jules Chaperon, dit l’abbé Chaperon, né à Saint-Georges-d'Espéranche le 8 mai 1877 et mort à Grasse le 14 juin 1951, est un prêtre catholique français, aumônier militaire, qui a fondé l’orphelinat Notre Montagne et un hôpital militaire auxiliaire à La Martre.

## Biographie
Jules Chaperon est le fils de François Chaperon et de Françoise Truchet. Il fait ses études primaires à l’école communale de Saint-Georges-d'Espéranche, puis ses études secondaires au collège Lamartine de Belley.
Sa vocation sacerdotale le conduit au séminaire de Carthage en Tunisie. Au terme de sa préparation à la prêtrise, il est incardiné au diocèse de Fréjus-Toulon. Ordonné prêtre le 12 janvier 1902, il est nommé curé à La Martre avec la charge des paroisses voisines : Châteauvieux, Bargème, Brenon ; il dessert également les hameaux de la Doire de Séranon et la Foux de Peyroules dans les départements voisins.
A La Martre où il réside, il fonde une des premières colonies de vacances en France et un syndicat agricole. Il crée un asile pour les vieillards indigents et les personnes délaissées. Sa cousine Émilie Morel vient l’épauler dans cette tâche en 1903 et ensemble ils fondent l’orphelinat Notre Montagne pour enfants des grandes villes, tuberculeux et sans ressources. Cet orphelinat est inauguré officiellement le 1er avril 1913.
En 1916, un pavillon de l'orphelinat est converti en hôpital militaire auxiliaire de trente lits pour les militaires blessés, malades ou convalescents de la Première Guerre mondiale. Quelques mois plus tard, l'abbé Chaperon part sur le front comme aumônier militaire de la 24e division d’infanterie. Son courage et son mépris du danger, son abnégation et son dévouement sur les champs de bataille lui valent trois citations très élogieuses et il est blessé sur le front d’Italie. C'est Émilie Morel qui gère l'orphelinat et l'hôpital. Cet hôpital auxiliaire, rattaché à la 15e Région militaire, fonctionne jusqu'à l'armistice de 1918. 
Le 30 mars 1920, il est affecté à l’aumônerie de la 2e division de l’armée du Levant et participe à la campagne de Cilicie. Lors de plusieurs engagements à Aintab il fait preuve d’un courage exemplaire en sauvant des blessés au péril de sa vie et il fait l’objet de deux citations. Il est de retour dans sa paroisse de La Martre le 17 février 1921 mais, redemandé par les autorités militaires, il repart pour Constantinople le 30 octobre 1921. Aumônier du Corps d’occupation français, il réside à Bakirköy et en 1922 il y crée l’orphelinat Saint-Joseph qui accueille des orphelins rescapés du génocide arménien. En septembre 1923, les troupes françaises doivent quitter la Turquie et, aidé par  Émilie Morel, l'abbé Chaperon organise le départ d’une bonne partie de ces enfants vers la France, où ils sont hébergés et soignés à Notre Montagne. En 1925, l'orphelinat est transféré à Grasse dans une propriété familiale de l'abbé Chaperon mais une annexe subsiste à La Martre.
Afin de recueillir les fonds nécessaires au fonctionnement de Notre Montagne, il effectue deux séjours aux États-Unis et au Canada en 1924-1925 et 1926. Des conférences, des articles de presse et des relations nouées là-bas lui procurent des subsides. À son retour, il se consacre à ses paroisses et à Notre Montagne.

## Décorations militaires
- Chevalier de la Légion d'honneur (1921)[5]
- Croix de guerre 1914–1918
- Croix de guerre des Théâtres d'opérations extérieurs
- Médaille commémorative de Syrie-Cilicie
- Décorations étrangères d’Italie, de Serbie et du Monténégro